# Scopula epigypsa
Scopula epigypsa är en fjärilsart som beskrevs av Edward Meyrick 1886. Scopula epigypsa ingår i släktet Scopula och familjen mätare. Inga underarter finns listade.